# Velké Hamry
Velké Hamry (německy Großhammer, Groß Hammer) jsou malé město v okrese Jablonec nad Nisou v Libereckém kraji. Nachází se na jihovýchodním okraji Jizerských hor po obou stranách údolí řeky Kamenice, která jím protéká. Včetně části Bohdalovice ve městě žije přibližně 2 700 obyvatel.

## Historie
První písemná zmínka o Velkých Hamrech pochází pravděpodobně z roku 1624. Starší pojmenování obce Hamersko a název Hoření a Dolení Hamr pocházejí od železářských hamrů, které zde stávaly pravděpodobně ve 13. a 14. století. Název Velké Hamry se používá od roku 1914, kdy byly sloučeny osady Hoření a Dolení Hamr v jednu obec. V roce 1926 byla obec povýšena na městys a městem se Velké Hamry staly v roce 1968.

## Části města
- Velké Hamry (a Velké Hamry II, Hamrska)
- Bohdalovice

Osady a samoty:
u Velkých Hamrů
- Na Marjánce
- Šouf
- Svárov

u Velkých Hamrů II
- Hamrska
- Berany
- Vrchhůra
- Vinice

u Bohdalovic
- Mezivodí
- Babinec
- Na Rovinách

Od roku 1942 je součástí Velkých Hamrů Svárov, dějiště Svárovské stávky roku 1870.

## Doprava
Velké Hamry leží na silnici I/10 (Praha – Harrachov) a na železniční trati Železný Brod – Tanvald. Na nádraží Velké Hamry zastavují osobní vlaky linky L11 z Tanvaldu do Železného Brodu i rychlíky linky D6 z Prahy do Tanvaldu. Vedle toho byla v listopadu 2010 otevřena severněji položená zastávka osobních vlaků Velké Hamry město, která lépe obsluhuje centrum města.

## Pamětihodnosti
- novogotický kostel svatého Václava z let 1915–1925 na náměstí
- novorománská kaple svaté Anny z let 1891–1894, rozšířená roku 1903 a od počátku dvacátých let 20. století sloužící Církvi československé husitské; hřbitov z roku 1899 na Hamrskách[4]
- pomník padlým v první a druhé světové válce tamtéž
- památkově chráněná Pieta v Bohdalovicích-Mezivodí
- novorenesanční sokolovna z roku 1910 na náměstí, v letech 1921–1995 sloužící i jako kino[5]
- památkově chráněný pomník Svárovské stávky, propuknuvší zde a krvavě potlačené roku 1870; zřízen roku 1963
- obytná, veřejná i průmyslová maloměstská a venkovská zástavba z konce 19. a zejména první poloviny 20. století s řadou lidových i technických staveb (mj. areál tkalcovny z let 1907–1908 v Mezivodí nebo Liebiegových textilních závodů ve Svárově, jehož součástí byl i pozdější hotel Britz)
- Muzeum obnovitelných zdrojů energie se nachází v původně textilní továrně, založené baronem Liebigem, zajišťovala od roku 1907 výrobu elektrické energie vodní elektrárna. Po ukončení výroby v textilce dodávala proud do veřejné sítě. Nový majitel provoz elektrárny, osazené dvěma Francisovými turbínami o výkonu 100 kW a 250 kW, zachoval a zřídil v ní Muzeum Energie. K vidění krom turbín je původní velín z roku 1910 či modely znázorňující přeměny energie.[6]
- Muzeum socialistických vozů ve staré továrně Svárově (Velké Hamry čp. 626)[7]
- dva památné javory kleny u chalup čp. 17 a 18 v severní části Bohdalovic (Babinec)
- vyhlídkové skalisko Terezínka u samoty Šouf
- vrch Muchov (787 m) s vrcholovými skalisky (mj. Skalní brána) a vyhlídkami, opředený pověstmi
- žulový skalní útvar Buchta západně od Vrchhůry
- skalnatý vrch Pustina (831 m) nad osadou Berany
- Šulíkova skála se zarůstající vyhlídkou (leží již na území Tanvaldu)
- Rychetská skála ve svahu jižně od Bohdalovic (leží již na území Plavů)
- malebné partie na řece Kamenici a v údolích či roklích jejích přítoků, zejména Rejdického potoka, Zalamáňského potoka a potoka Zlatníky

## Galerie

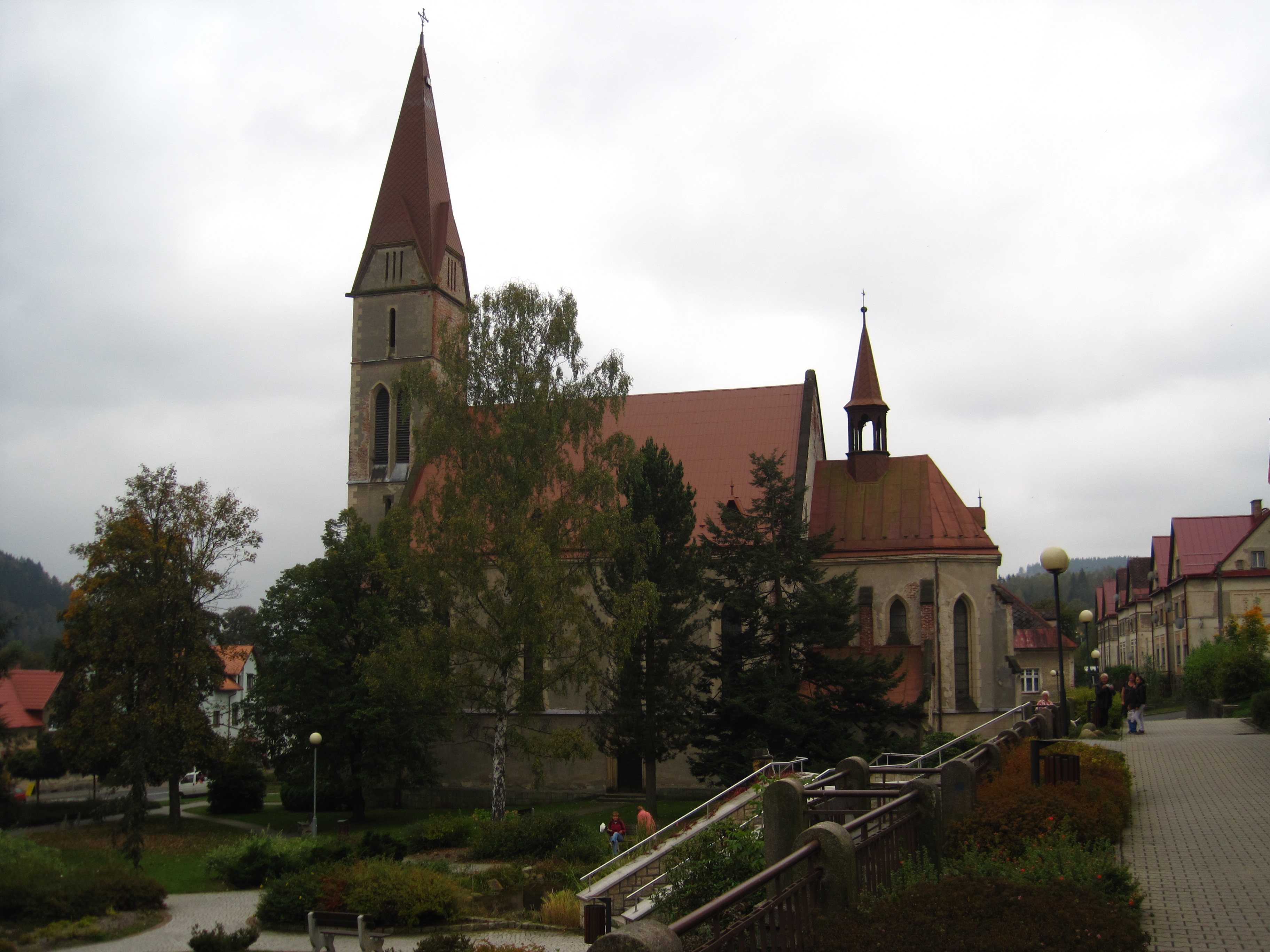
Kostel svatého Václava
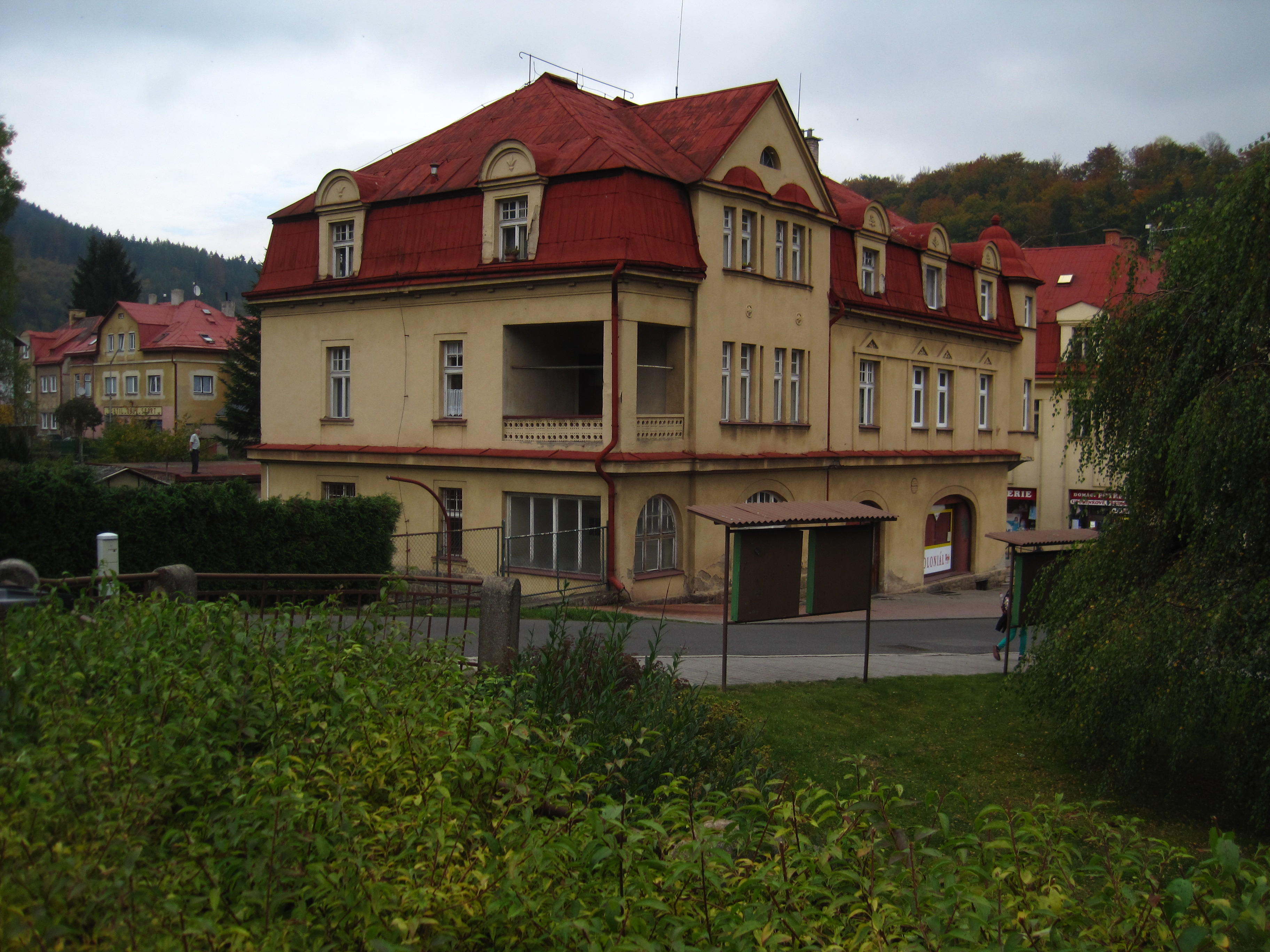
Dům čp. 360 na rohu náměstí
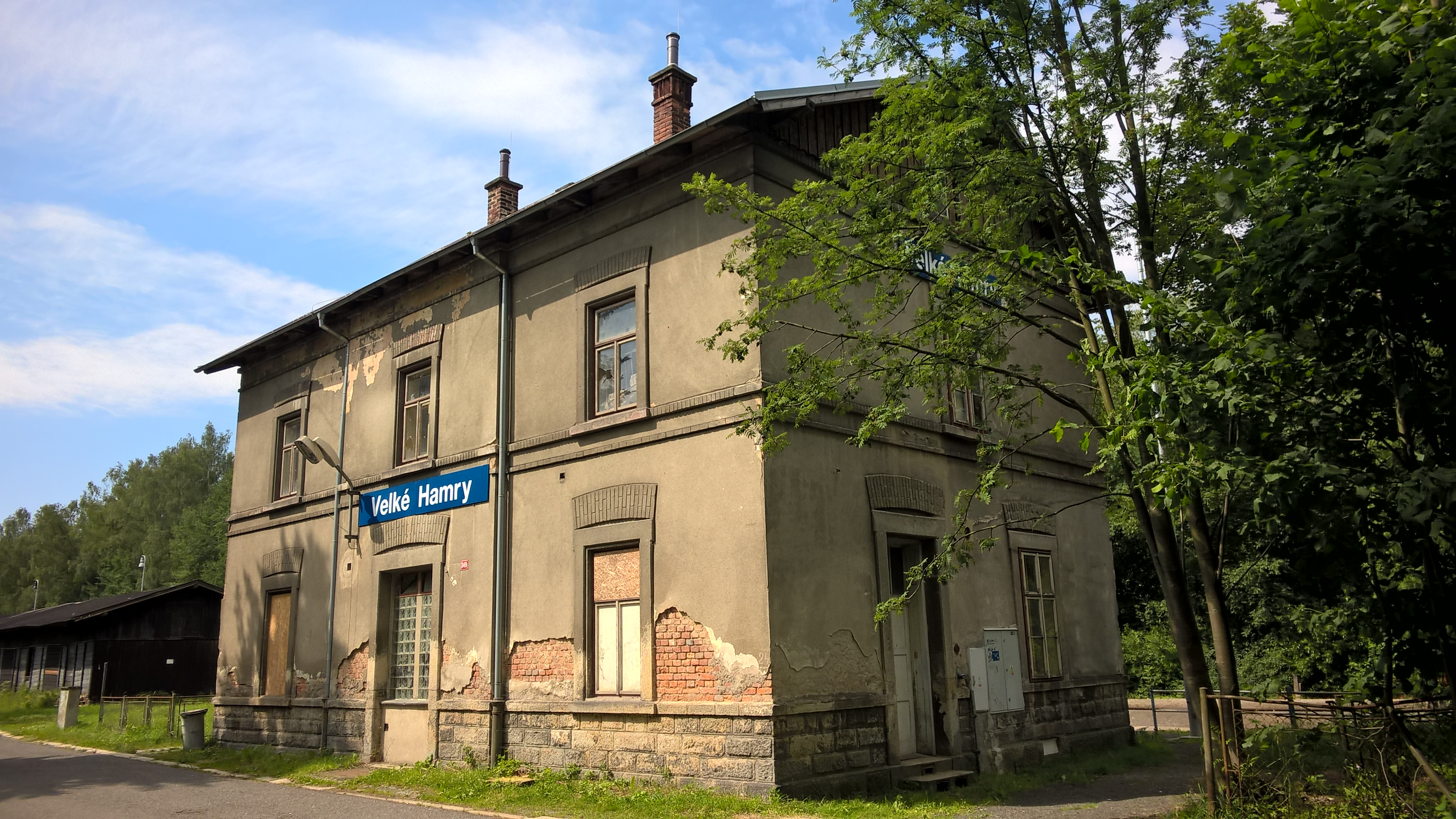
Železniční stanice
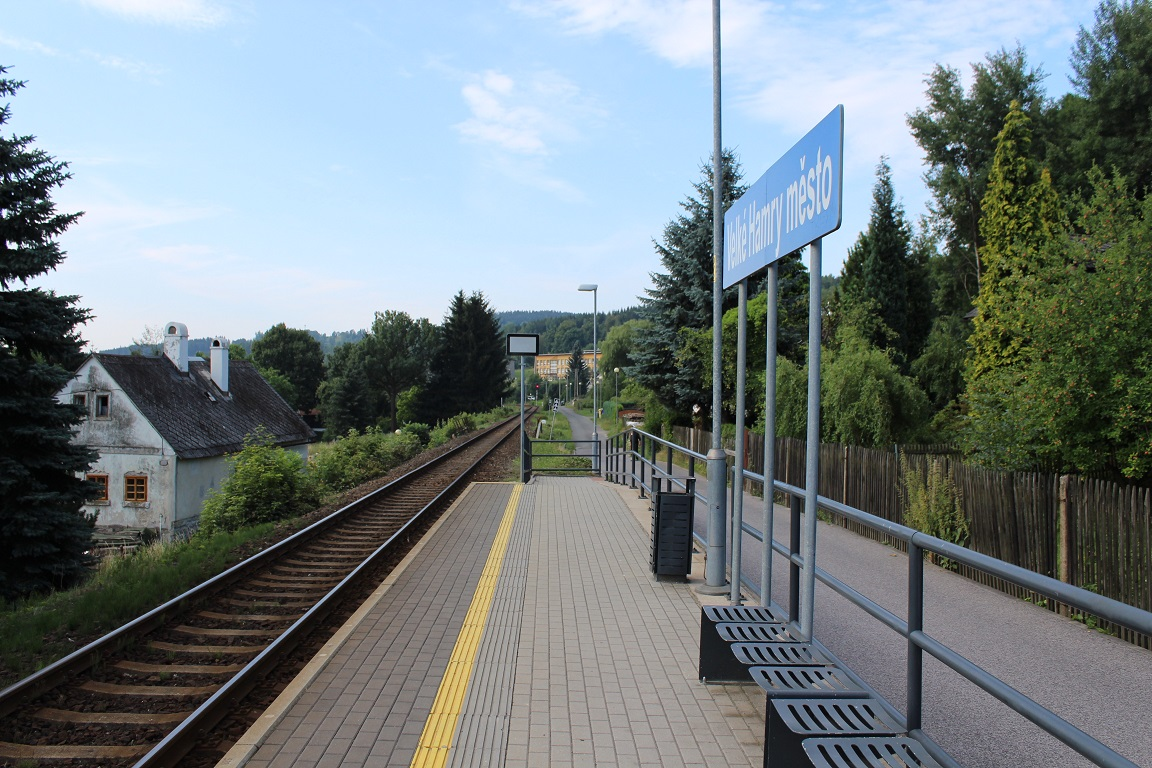
Zastávka Velké Hamry město